# Timur Kurilkin
Timur Victorovič Kurilkin, conosciuto anche con il nome di battaglia Bajkot, (in russo Тимур Викторович Курилкин?; Ul'janovsk, 1º giugno 1984), è un generale russo di origine tatara, Eroe della Federazione Russa e comandante della 9ª Brigata fucilieri motorizzata fra il 2023 e il 2024.

## Biografia
Nato nel 1984 nella città di Ul'janovsk, nell'allora RSFS Russa, Kurilkin si è poi diplomato alla Scuola militare Suvorov della sua città. In seguito ha studiato alla Scuola militare superiore di comando interforze di Mosca, servendo poi in Cecenia per 10 anni.
Con l'inizio della guerra del Donbass nel 2014, Kurilkin si è offerto volontario per andare in Ucraina a supportare le forze separatiste filo-russe, entrando nel Battaglione d'assalto "Somalia" sotto Michail "Givi" Tolstych, diventandone il comandante dopo la morte di quest'ultimo nel 2017.
Con l'inizio dell'invasione dell'Ucraina del 2022, Kurilkin ha guidato il Battaglione "Somalia" nelle operazioni offensive nell'oblast' di Donec'k. Distinguendosi nella sanguinosa battaglia di Mariupol', l’allora tenente colonnello è stato insignito del titolo di Eroe della Repubblica Popolare di Doneck nell’aprile 2022, conferitogli personalmente dal Capo della Repubblica separatista, Denis Pušilin, in seguito all’occupazione della città. In questa occasione la stampa occidentale ha notato come Kurilkin e altri membri della sua unità indossassero simboli associati al neonazismo, contraddicendo l'intento di "denazificare" l'Ucraina proclamato dal presidente russo Vladimir Putin. Con l'integrazione delle forze secessioniste nell'esercito regolare russo, Kurilkin è stato reintegrato nei ranghi russi.
Insieme alla sua unità, Kurilkin ha continuato a combattere nel Donbass, venendo impegnato nelle battaglie per Avdiïvka, Pisky, Mar"ïnka e Pervomais'ke. Per le sue azioni nel giugno 2023 stato insignito del titolo massimo di Eroe della Federazione Russa, venendogli consegnata la stella d'oro personalmente da Putin nell'agosto successivo. In seguito, verso la fine dell'anno, è nominato comandante della 9ª Brigata fucilieri motorizzata delle guardie del 1º Corpo d'armata "Doneck". Il 9 dicembre 2024 è stato promosso a maggior generale.